# Jarosław Tyszyński
Jarosław Tyszyński (ur. 1 czerwca 1883 w Niepołokowcach, zm. 17 kwietnia 1930 w Falenicy) – polski artysta, rzeźbiarz, żołnierz 5. Dywizji Syberyjskiej. Ojciec Danuty Tyszyńskiej-Kownackiej.
Dzieciństwo spędził w rodzinnym domu w Stryju, w Małopolsce Wschodniej. Przez trzy lata kształcił się na Wydziale Architektury Politechniki Lwowskiej, po czym przeniósł się do Krakowa, gdzie studiował w Akademii Sztuk Plastycznych na Wydziale Rzeźby u prof. Konstantego Laszczki. Następnie wyjechał do Paryża, do prywatnej szkoły malarstwa i rzeźby – Akademii Juliena. Po śmierci ojca wrócił do Lwowa, gdzie na życzenie archimandryty Szeptyckiego wykonał rzeźbę Tarasa Szewczenki.
Za namową swojego przyjaciela, architekta Ottona Krasnopolskiego, wyjechał na teren zaboru rosyjskiego do Mińska Litewskiego (obecnie Białoruskiego), gdzie najpierw zajmował się nauczaniem dzieci rysunku i rzeźby w licznych majątkach inteligencji polskiej (Wańkowiczów, Czapskich, Pruszyńskich), następnie założył własną pracownię rzeźby w Mińsku.
Po wybuchu I wojny światowej w 1914 roku Jarosław Tyszyński, jako poddany austriacki, został internowany i zesłany do Orenburga. W Mińsku pozostawił kilkadziesiąt swoich rzeźb. Zachowały się jedynie ich fotografie, wykonane głównie przez Jana Bułhaka (m.in. Na fotelu, Wspomnienie, Akt kobiety). W Orenburgu został kustoszem zachowanej w tym mieście polskiej sztuki.
Włączył się do szeregów 5. Dywizji Syberyjskiej jako szeregowiec – brał udział w walkach w okolicach Uralu, później na terenie Nowonikołajewska (obecnie Nowosybirska). W czasie natarcia bolszewickiego na Syberię znalazł się w ostatnich ewakuowanych eszelonach, najsilniej atakowanych m.in. w miejscowościach Tajga i Aczyńsk. Po dotarciu do miejscowości Klukwiennoje (ok. 120 km na wschód od Krasnojarska), mimo zapowiedzianych układów, oddziały te zostały osadzone w obozach lub więzieniach. Uwolniony z więzienia trudnił się spławianiem drzewa z zamarzniętej rzeki Jenisej i wyrobem farbki do bielizny.
Po rozejmie w 1920 roku między Polską a Rosją, na mocy którego nastąpiła wymiana jeńców wojennych, już z gruźlicą kości, Jarosław Tyszyński przebył długi transport do granicy polskiej. W Polsce, po zawarciu małżeństwa z Jadwigą Żórawską, próbował jeszcze tworzyć, jednocześnie leczył gruźlicę. Z tego okresu pochodzą szale malowane na jedwabiu, oddane do Działu Tkanin Muzeum Narodowego w Warszawie i ostatnia rzeźba Polski Żołnierz Syberyjski, której odlewy zostały przekazane do Muzeum Archidiecezji Warszawskiej oraz do Muzeum Narodowego w Krakowie.
Jarosław Tyszyński zmarł na gruźlicę 17 kwietnia 1930. Pochowany jest w Warszawie na Cmentarzu Powązkowskim, w kwaterze 334.